# Тепна Наход
Тепна Наход — ткацька фабрика в Наході, заснована в 1882.
Засновником фабрики був Ісаак Маутнер. Оскільки фабрика отримувала багато замовлень, до неї у 1907 прибудовано прядильню.
Після 1918 завод розростався, були зведені нові будівлі та збудовані нові житлові будинки для співробітників. Подальше розширення заводу відбулося під час окупації Чехії у Другій світовій війні, коли потрібно було значно більше текстилю. Через ввезення великого обсягу матеріалу та вугілля було прокладено рейки в одну частину фабрики (зараз Находська теплоцентраль). Власник фабрики Ісак Маутнер був євреєм, перед окупацією він емігрував до Англії, і фабрика дісталася Живнобанку, якому належала до кінця війни.
У 1946 фабрика націоналізована і приєднана до інших текстильних заводів з околиці Находа, одним з них була Тепна Гронів.
Після 1989 сильно зріс імпорт з інших країн, внаслідок чого Тепна Наход сильно постраждала. Виробництво та замовлення зменшувалися, і в 2006 компанія збанкрутувала.
З 2013 будівля Тепни поступово руйнується. У майбутньому планується створення нового торгового центру, але більшість жителів Находа проти його побудови. В одній частині заводу до літа 2013 жили безхатьки, поки їх не прогнала поліція.